# Régiment d'honneur de l'armée nationale
Le Régiment d'honneur de l'armée nationale est une unité honorifique des forces armées tunisiennes.

## Histoire
Le régiment d'honneur actuel est l'héritier de la première brigade cavalière créée par Ahmed Ier Bey en 1840, avec 3 000 hommes ; la fanfare ayant été créée dans le cérémonial beylical. Ce régiment disparaît durant le protectorat français, et renaît après l'indépendance de la Tunisie, en 1963, avec un élargissement de ses fonctions en 1965.
Le régiment défile pendant la cérémonie d'ouverture de la coupe d'Afrique des nations de football 2004. 
Durant la révolution de 2011, le régiment d'honneur assure des missions de terrain pour la défense du territoire national. Le régiment est invité pour le 70e anniversaire du débarquement de Normandie, à Caen, en juin 2014. Fin juillet 2019, le régiment d'honneur escorte le cortège funèbre du président de la République Béji Caïd Essebsi.
En 2016, ce régiment d'honneur est dirigé par le colonel-major Fathi Ben Anaya. 

## Organisation
Le régiment d'honneur de l'armée nationale tunisienne compte trois unités : une de musiques, une de détachements des armées et une de cavalerie. L'unité de cavalerie assure des haies d'honneur, et compte de six à douze cavaliers. Ses chevaux sont élevés et formés au haras national d'El Batan.
Les missions assurées peuvent être de nature opérationnelle (se tenir à disposition pour une mission de combat), spécifique (rendre des honneurs militaires, cérémonies officielles, perpétuation de la tradition équestre tunisienne), général (secours en cas d'inondation ou de séisme, maintien de l'ordre) ou de la formation à la musique militaire et à l'équitation.

## Tenues
La tenue de parade musicale est rouge et blanc, reprenant les couleurs du drapeau de la Tunisie, ou rouge et noir.